# 14 settembre
Il 14 settembre è il 257º giorno del calendario gregoriano (il 258º negli anni bisestili). Mancano 108 giorni alla fine dell'anno.

## Eventi
- 81 – Tito Flavio Domiziano diventa imperatore romano dopo la morte del fratello Tito
- 629 – L'imperatore Eraclio rientra trionfalmente a Costantinopoli dopo la sua vittoria nella guerra contro i Persiani (602-629) portando in trionfo la reliquia della Vera Croce da lui riscattata
- 786 – Hārūn al-Rashīd diventa califfo abbaside alla morte del fratello Al-Hadi
- 1224 – Secondo la tradizione Francesco d'Assisi riceve le stimmate sul Monte della Verna
- 1321 – A Parigi viene fondata la Ménéstrandise, corporazione di musicisti, giullari e menestrelli, esistita fino al 1776
- 1752 – L'Impero britannico adotta il calendario gregoriano saltando undici giorni (il 2 settembre venne seguito dal 14)
- 1758 – Papa Clemente XIII pubblica l'enciclica A Quo Die sulla necessità della unione interna dei cattolici, sulla cura contro l'orgoglio, l'altezzosità, la vanagloria dei pastori, sull'attenzione per le elemosine, sulla necessità della buona predicazione
- 1812 – L'esercito russo dà fuoco a Mosca per impedire che Napoleone la catturi
- 1814 – Francis Scott Key scrive The Star-Spangled Banner
- 1829 – Il Trattato di Adrianopoli pone fine al conflitto fra l'Impero russo ed ottomano, iniziato nel 1828.
- 1882 – Inondazione della città di Verona
- 1886 – Brevettato il nastro della macchina per scrivere
- 1901 – Theodore Roosevelt diventa presidente degli Stati Uniti d'America
- 1917 – La Russia si proclama ufficialmente una repubblica (1º settembre CG).
- 1923 – Miguel Primo de Rivera diventa dittatore della Spagna
- 1930 – Il Partito Nazionalsocialista Tedesco dei Lavoratori guadagna oltre il 18% dei voti e 107 seggi nel Reichstag, diventando il secondo partito in Germania
- 1942 – Seconda guerra mondiale: nella notte tra il 13 e il 14 viene lanciata dagli inglesi l'Operazione Agreement allo scopo di riconquistare Tobruch.
- 1944 – Secondo bombardamento di Pescara
- 1948 – Inizio degli scavi del quartier generale delle Nazioni Unite a New York
- 1951 – Esce nelle sale cinematografiche statunitensi il film Alice nel Paese delle Meraviglie, 13º Classico Disney; la première si era svolta al Leicester Square Theatre di Londra il precedente 26 luglio
- 1953 – Nikita Khruščëv è eletto primo segretario del Partito Comunista dell'Unione Sovietica
- 1959 – La sonda sovietica Luna 2 si schianta sulla Luna, diventando il primo manufatto umano a raggiungerla
- 1960 – Viene fondata l'Organizzazione dei Paesi Esportatori di Petrolio (OPEC)
- 1964 – Apertura del terzo ciclo del Concilio Vaticano II
- 1965 – Apertura del quarto ed ultimo ciclo del Concilio Vaticano II
- 1984 – Joe Kittinger diventa la prima persona ad attraversare in solitaria l'oceano Atlantico con una mongolfiera
- 1991 – Danneggiato il David di Michelangelo Buonarroti
- 1993 – Okecie, Polonia: durante una tempesta, un Airbus A320 non riesce a decelerare in fase di atterraggio (a causa di specifiche errate del software di gestione della frenata), muoiono un pilota e un altro passeggero
- 1999 – Kiribati, Nauru e Tonga entrano nell'ONU.
- 2003
  - La Svezia, con un referendum, rigetta l'adozione dell'Euro
  - L'Estonia, con un referendum, approva l'ingresso nell'Unione europea
- 2005 - Baghdad: una serie di attentati causa 154 morti ed oltre 500 feriti, per la maggior parte sciiti. Al Qaida rivendica le stragi, come rivalsa per i morti causati poche settimane prima durante una celebrazione sunnita
- 2015 – Viene captata la prima onda gravitazionale all'interferometro VIRGO

## Nati
Ci sono circa 1 170 voci su persone nate il 14 settembre; vedi la pagina Nati il 14 settembre per un elenco descrittivo o la categoria Nati il 14 settembre per un indice alfabetico.

## Morti
Ci sono circa 500 voci su persone morte il 14 settembre; vedi la pagina Morti il 14 settembre per un elenco descrittivo o la categoria Morti il 14 settembre per un indice alfabetico.

## Feste e ricorrenze

### Civili
Internazionali:
- Giornata mondiale della dermatite atopica[1]

### Religiose
Cristianesimo:
- Esaltazione della Santa Croce
- Sant'Alberto di Gerusalemme, vescovo e martire
- San Crescenzio di Roma, martire
- San Jean-Gabriel-Taurin Dufresse, vescovo e martire
- San Materno di Colonia, vescovo
- Santa Notburga di Eben, domestica
- San Pietro II di Tarantasia, vescovo
- Santa Elia Flaccilla (Placilla), imperatrice (Chiesa di Grecia)
- Beato Antonio Rondon, mercedario
- Beato Claudio Laplace, martire
- Beata Maria Celeste Crostarosa, monaca, cofondatrice delle Monache redentoriste
- Beato Raimondo da Moncada, mercedario

Religione romana antica e moderna:
- Dies religiosus[senza fonte]
- Equorum Probatio